# Мартин домініканський
Мартин домініканський (Larus dominicanus) — вид морських птахів з родини мартинових (Laridae).

## Поширення

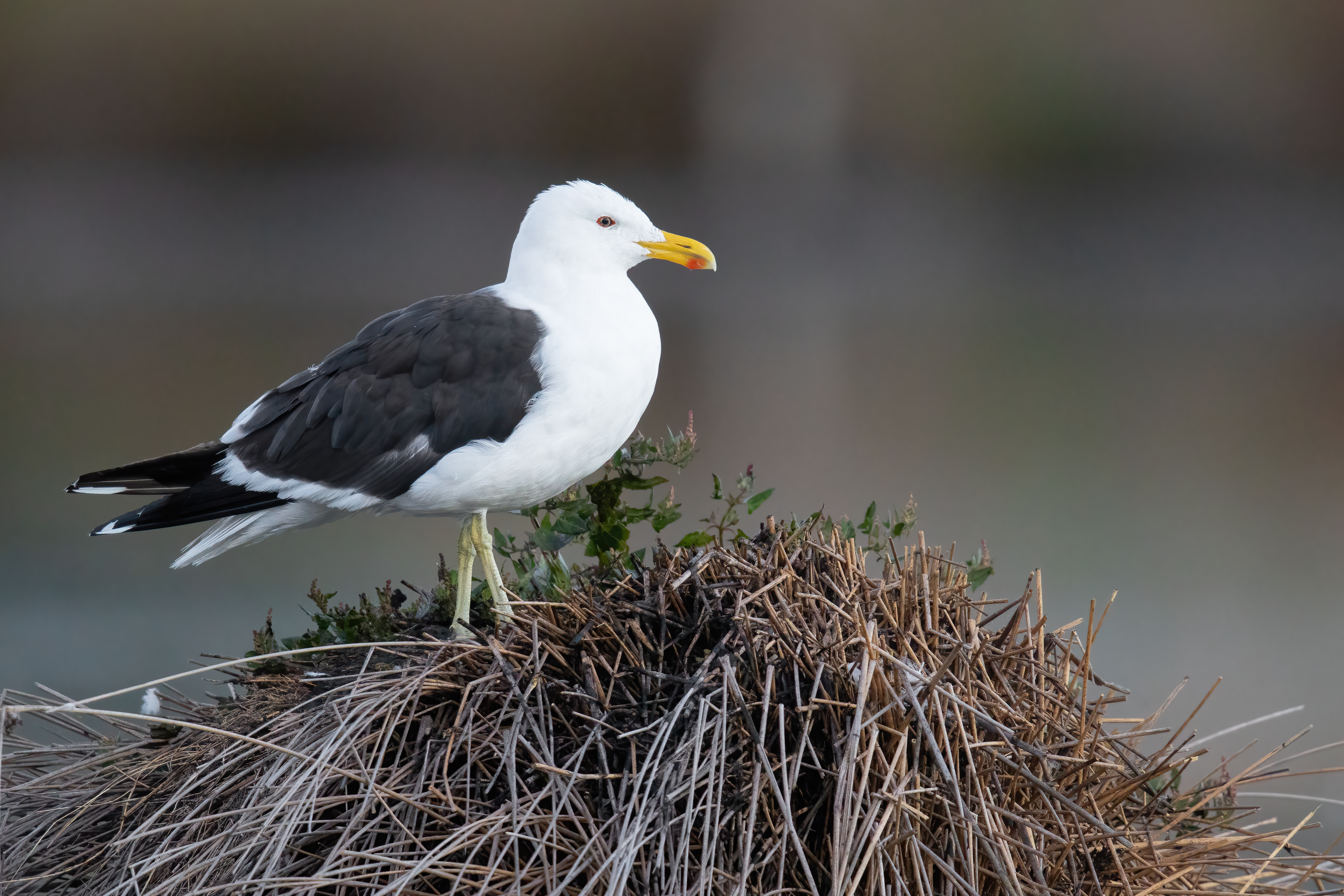
Larus dominicanus, Танзанія

Вид поширений у південній півкулі. Поширення включає антарктичні та субантарктичні острови (зокрема Фолклендські острови, Південна Джорджія, Південні Сандвічеві острови, Південні Оркнейські острови, Південні Шетландські острови), південне узбережжя Африки (включаючи Мадагаскар) та Австралії, узбережжя Південної Америки (на півночі до Еквадору і південної Бразилії) і Нової Зеландії. Єдиний вид мартинів, що трапляється на Антарктичному півострові та в східній частині Антарктиди.

## Опис
У дорослих особин верх і крила чорні. Голова, груди і хвіст білі. Дзьоб жовтий з червоною плямою, ноги жовті. Тіло від 55 до 60 см завдовжки, розмах крил близько 128 см. Молоді особини мають лускату чорно-коричневу спину, їм потрібно чотири роки, щоб досягти зрілості.

## Спосіб життя
Це переважно прибережний птах. Гніздо — неглибоке поглиблення в землі з рослинністю та пір'ям. Зазвичай самиця відкладає 2—3 яйця. Маленьких пташенят годують обоє батьків. Це всеїдні птахи; вони збирають сміття та дрібну та середню здобич для їжі.

## Підвиди
- L. d. dominicanus, (Lichtenstein, 1823): Південна Америка, Фолклендські острови, Південна Джорджія, Австралія та Нова Зеландія;
- L. d. vetula, (Bruch, 1853): Південна Африка;
- L. d. judithae, (Jiguet, 2002): субантарктичні острови в Індійському океані;
- L. d. melisandae, (Jiguet, 2002): Мадагаскар;
- L. d. austrinus, (Fleming, 1924): Антарктида та Антарктичні острови.

## Галерея

Kelp gull
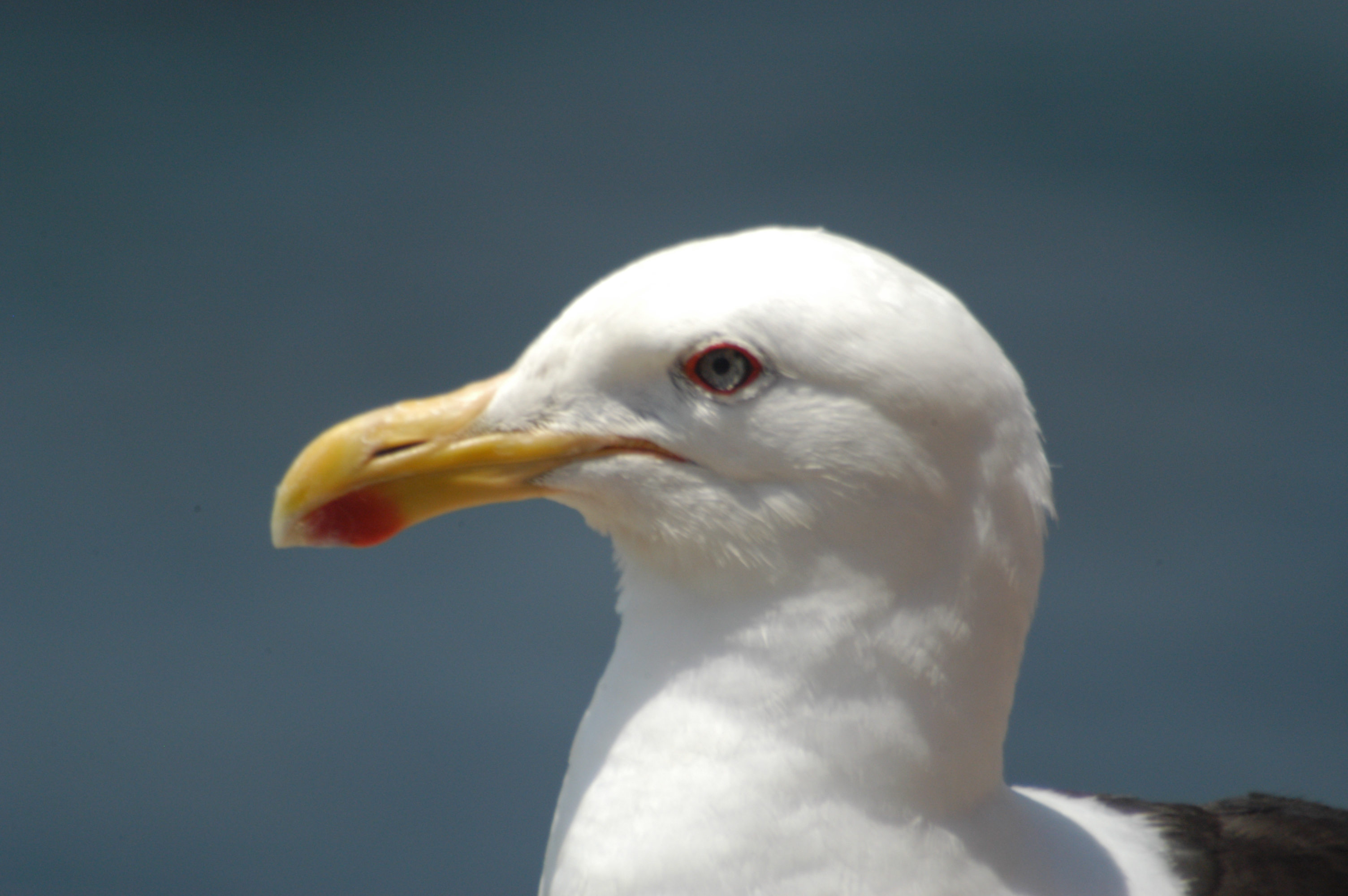
Дорослий птах, Чилі
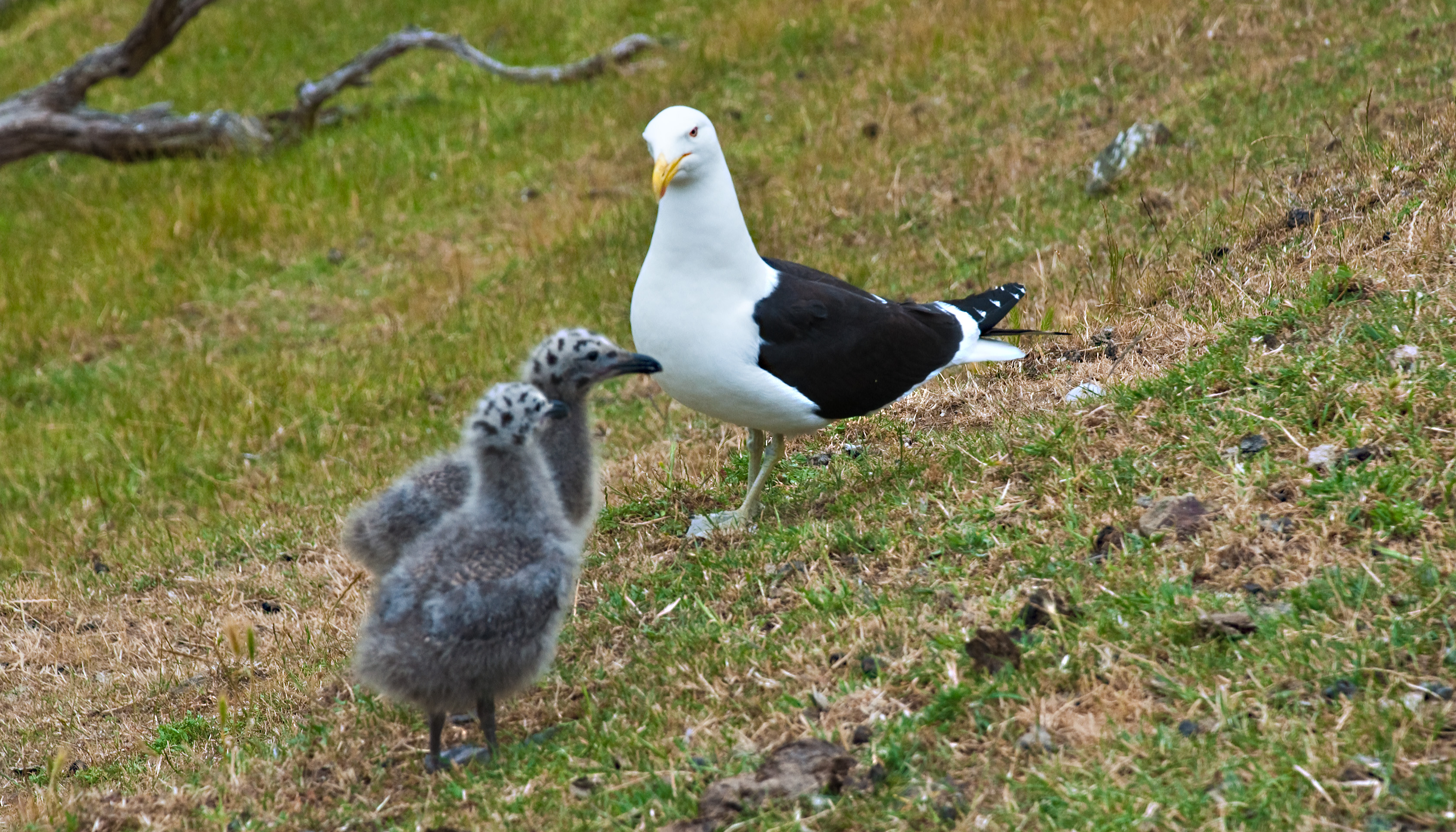
Дорослий і два пташенята в Новій Зеландії
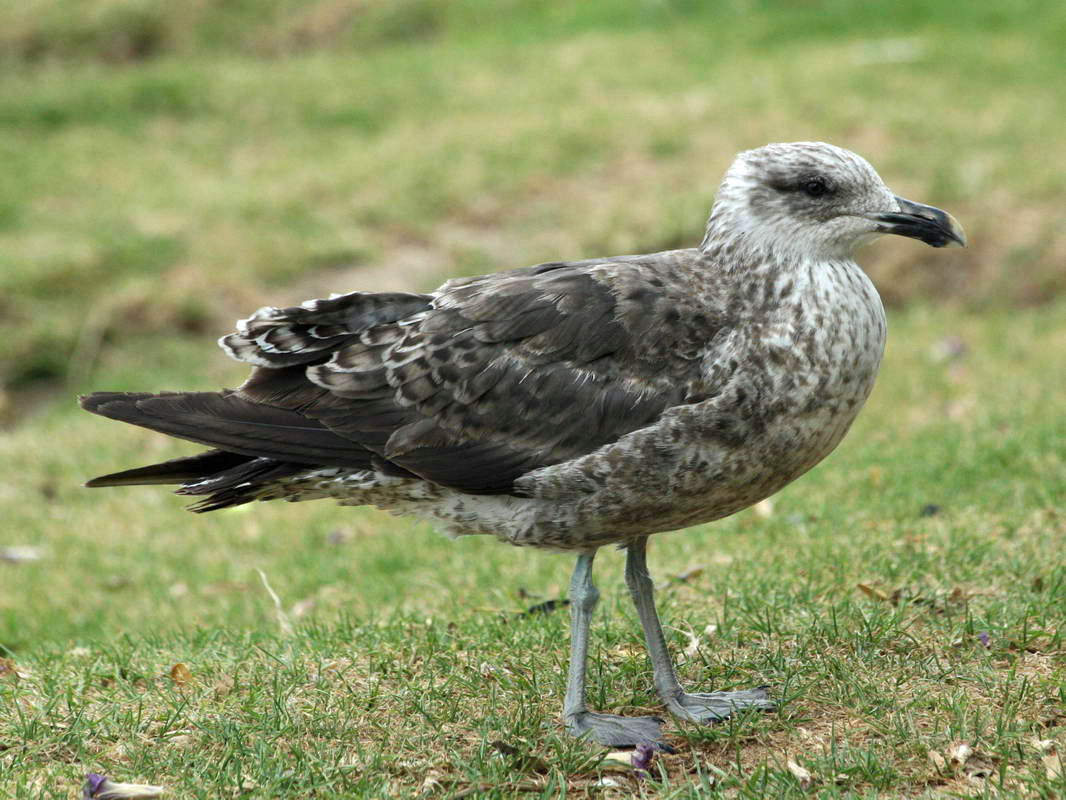
Молодий птах
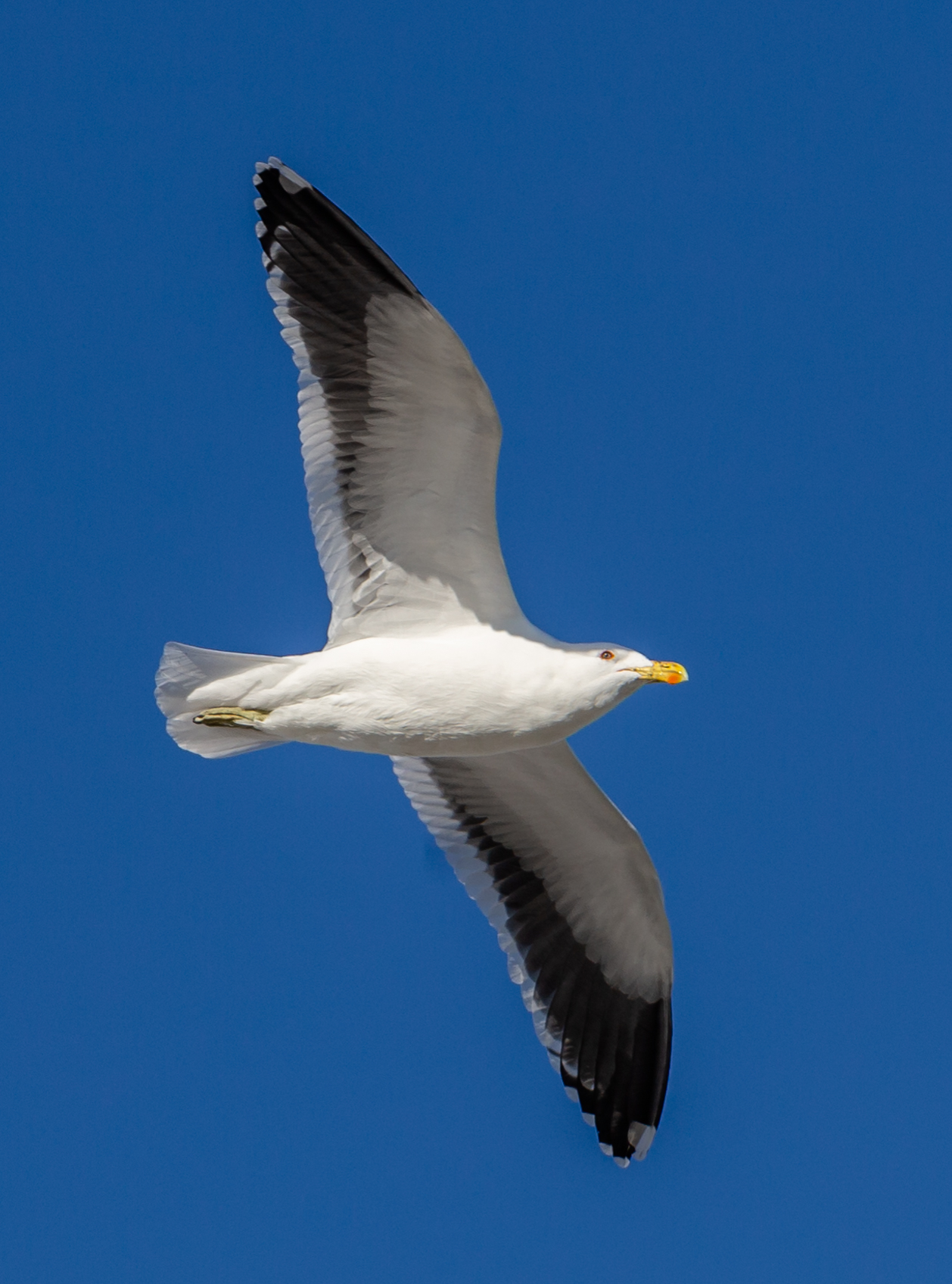
В польоті
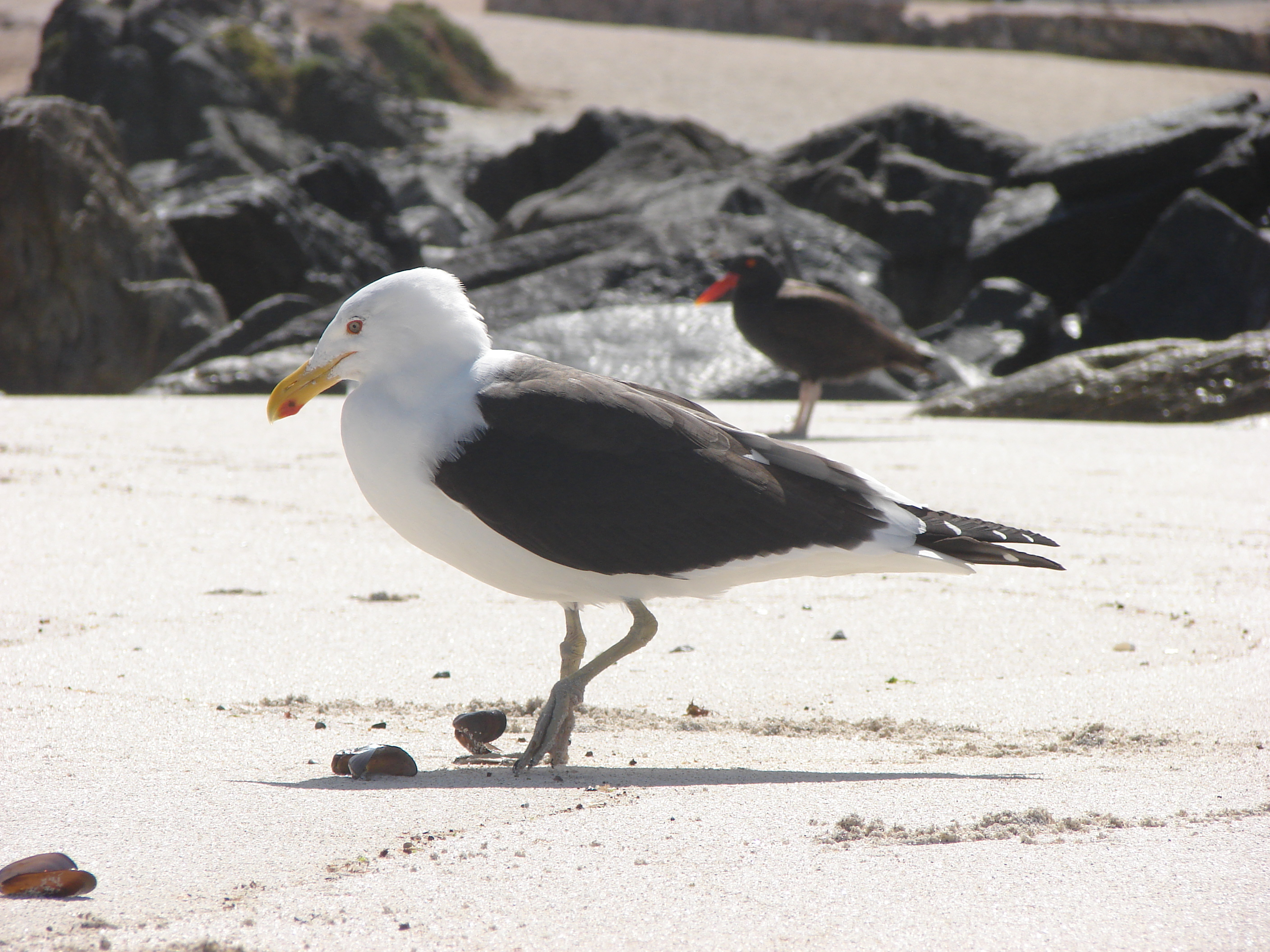
Підвид L. d. dominicanus збирає молюски на пляжі, Чилі
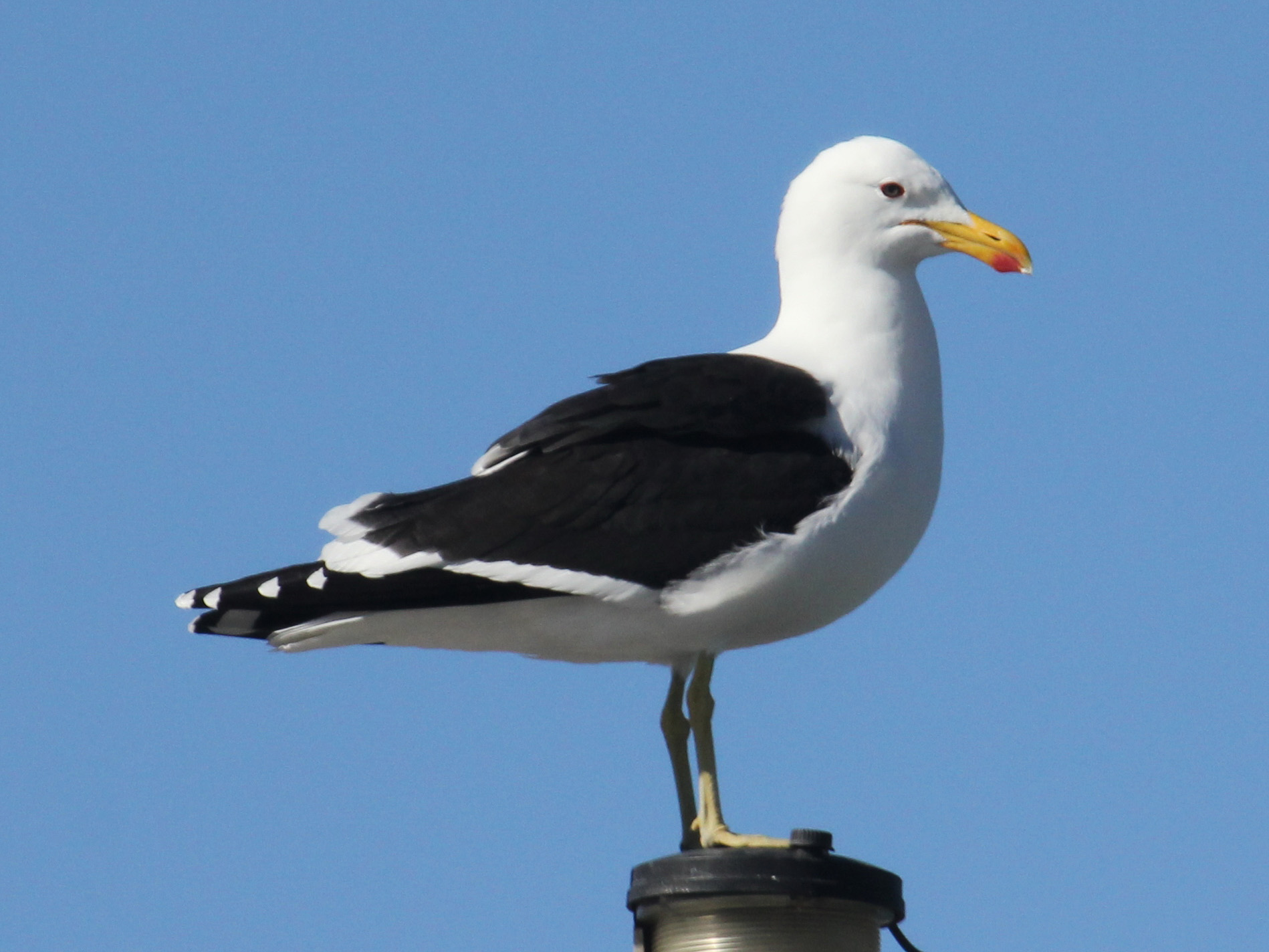
Підвид L. d. vetula, Південна Африка